# Ang Tshering Sherpa
Ang Tshering Sherpa (* 15. November 1953 in Khumjung im Khumbu-Gebiet) gehört zur Ethnie der Sherpa und ist Präsident der Nepal Mountaineering Association und Honorarkonsul von Belgien.
Ang Tshering Sherpa wuchs in Khumjung, einem Dorf im Everestgebiet zwischen Namche Bazar und Tengboche auf. Dort begann er Anfang der 70er Jahre als Träger im Bergtourismus zu arbeiten. 1982 gründete er das Unternehmen Asian Trekking Pvt. Ltd, eine der größten Trekking- und Expeditionsagenturen in Nepal und Tibet, dem er bis heute vorsteht.
Seit 1990 ist er im Central Executive Board der Nepal Mountaineering Association (NMA). Von 2002 bis 2011 war er über drei Amtszeiten Präsident und in der aktuellen Amtszeit (2011–2014) Pastpräsident der NMA. Darüber hinaus ist er Präsident der Union of Asian Alpine Associations (UAAA). In diesen Funktionen setzte er sich stark für den Umweltschutz ein und warnt vor den Veränderungen und Gefahren im Himalaya durch den Klimawandel.
Er ist mit einer Belgierin verheiratet, die in Kathmandu das Belgische Konsulat stellt. Ang Tshering Sherpa wurde zum Honorarkonsul von Belgien ernannt. Er ist Generalvertreter der mountain association of China and Tibet.